# Epipaschia
Epipaschia is een geslacht van vlinders van de familie snuitmotten (Pyralidae), uit de onderfamilie Epipaschiinae.

## Soorten
- E. furseyalis Schaus, 1922
- E. polypsamma Turner, 1937
- E. superatalis Clemens, 1860